# Cuaba
Cuaba (Куа́ба) — марка кубинских сигар. Отличается необычной для современных сигар формой Double Figurado, популярной в конце XIX века. Сигары Double Figurado заострены не только со стороны шапочки, но и с другого конца, напоминая по форме лодочку. Это решение существенно облегчает прикуривание даже от обычной спички или зажигалки, но делает вкус сигары еще более неравномерным, поскольку на разных стадиях курения сигара имеет разный диаметр.
Слово cuaba на языке индейцев Таино, первых поселенцев Кубы, обозначает кустарник, который благодаря отличному горению использовался ими для разжигания сигар для религиозных церемоний.
Cuaba — один из самых молодых сигарных брендов — впервые они были представлены в 1996 году в Лондоне.
Сигары Cuaba имеют уникальный аромат и темный покровный лист. Продаются в коробках из испанского кедра по 25 штук (по 10 для больших форматов), или в картонных пачках по 5 штук.